# Хиоглосни мишић
Хиоглосни мишић (лат. musculus hyoglossus) је парни мишић главе, локализован у усној дупљи. То је танак, четвртаст мишић који се пружа од подјезичне кости до апонеурозе језика. Својом спољашњом површином он учествује у изградњи тзв. подвиличног троугла, а ту страну мишића покривају двотрбушни и стилохиоидни мишић, подвилична пљувачна жлезда и хипоглосни живац. Осим тога, он ступа и у односе са гениоглосним и милохиоидним мишићем.

Хиоглосни мишић се припаја на великим роговима и предњој страни тела подјезичне кости, пружа се према горе и урања директно у тело језика где се припаја на његовом фиброзном скелету (тачније апонеурози).
Инервисан је од стране завршних гранчица подјезичног живца, а основна функција му је повлачење [[језик (орган)|језика] доле и уназад, и његово увлачење у усну дупљу ако је био истурен ван ње.